# Тур Дренте (женский)
Тур Дренте (нидерл. Ronde van Drenthe) — шоссейная однодневная велогонка, проходящая по территории Нидерландов в провинции Дренте с 2007 года. Является женской версией мужской гонки. 

## История
Гонка была создана в 2007 году и сразу вошла в календарь Женского мирового шоссейного кубка UCI. С 2016 года входит в Женский мировой тур UCI.
В 2020 году гонка была отменена из-за пандемии COVID-19. А в 2021 году прошла в конце октября вместо привычной первой половины марта.
Изначально старт и финиш гонки располагался в Хогевене. С 2018 года стартовать гонка стала в Эммене, Зёйдволде или Ассене. Дистанция гонки включает около десяти брусчатых участков и несколько раз проходит через короткий подъём VAM-berg (500м с градиентом 4%). Общая протяжённость составляет от 130 до 160 км.
За время своего существования несколько раз меняла официальное название.

## Призёры
| Год  | Победитель         | Второй               | Третий              |         |
| ---- | ------------------ | -------------------- | ------------------- | ------- |
| 2007 | Адри Виссер        | Элоди Тюффе          | Марианна Вос        |         |
| 2008 | Хантал Белтман     | Марианна Вос         | Ина-Йоко Тойтенберг |         |
| 2009 | Эмма Юханссон      | Лус Гюнневейк        | Хантал Блак         |         |
| 2010 | Лус Гюнневейк      | Аннемик ван Влётен   | Джорджа Бронцини    |         |
| 2011 | Марианна Вос       | Кирстен Вилд         | Джорджа Бронцини    |         |
| 2012 | Марианна Вос       | Кирстен Вилд         | Эмма Юханссон       |         |
| 2013 | Марианна Вос       | Эллен Ван Дейк       | Эмма Юханссон       |         |
| 2014 | Элизабет Армитстед | Анна Ван дер Брегген | Шелли Олдс          |         |
| 2015 | Жольен Д'Ор        | Эми Питерс           | Эллен Ван Дейк      |         |
| 2016 | Хантал Блак        | Грейси Элвин         | Трикси Воррак       |         |
| 2017 | Амалия Дидериксен  | Елена Чеккини        | Люсинда Бранд       |         |
| 2018 | Эми Питерс         | Алексис Райан        | Хлоя Хоскинг        |         |
| 2019 | Марта Бастианелли  | Хантал Блак          | Эллен Ван Дейк      |         |
| 2020 | отменён            | отменён              | отменён             | отменён |
| 2021 | Лорена Вибес       | Елена Чеккини        | Элеонора Гаспаррини |         |
| 2022 | Лорена Вибес       | Элиза Бальзамо       | Лотте Копеки        |         |
| 2023 | Лорена Вибес       | Сюзанна Андерсен     | Майке ван дер Дюн   |         |
| 2024 | Лорена Вибес       | Элиза Бальзамо       | Пак Питерс          |         |